# يوري كوماروف
يوري كوماروف هو لاعب كرة قدم روسي في مركز الدفاع، ولد في 2 أغسطس 1954. لعب مع دينامو موسكو.